# Auguste Parfondry
Désiré Auguste Ghislain Parfondry (ur. 12 lutego 1896 w Havelange, zm. w XX wieku) – belgijski kolarz szosowy, srebrny medalista olimpijski.

## Kariera
Największy sukces w karierze Parfondry osiągnął w 1924 roku, kiedy wspólnie z Henrim Hoevenaersem i Jeanem Van Den Boschem zdobył srebro w drużynowej jeździe na czas podczas igrzysk olimpijskich w Paryżu. Był to jedyny medal wywalczony przez Parfondry'ego na międzynarodowej imprezie tej rangi. Na tych samych igrzyskach rywalizację indywidualną zakończył na szóstej pozycji. Nigdy nie zdobył medalu na szosowych mistrzostwach świata.